# József Várszegi
József Várszegi (ur. 7 września 1910 w Győrze, zm. 12 czerwca 1977 w Budapeszcie) – węgierski lekkoatleta, który specjalizował się w rzucie oszczepem.
Trzykrotny olimpijczyk – Berlin 1936, Londyn 1948 oraz Helsinki 1952. Brązowy medalista olimpijski z Londynu z wynikiem 67,03. Dwukrotny uczestnik mistrzostw Europy – Turyn 1934 (5. miejsce z wynikiem 65,81) i Paryż 1938 (3. miejsce z wynikiem 72,78). Dwudziestokrotny mistrz kraju, sześciokrotny rekordzista Węgier (do wyniku 72,78 w 1938). Wielokrotny reprezentant kraju w meczach międzypaństwowych - także przeciwko Polsce. Trener lekkoatletyczny.